# Hôpital San Gallicano
L'hôpital de S. Maria et San Gallicano, plus communément appelé San Gallicano, est un bâtiment construit à Rome entre 1724 et 1726 à l'occasion du jubilé de 1725. C'est le dernier des cinq hôpitaux historiques de Rome.  

## Histoire
La structure a été commandée en 1724 par le pape Benoît XIII (1724-1730), qui est monté sur le trône papal la même année. Le projet hospitalier a été confié d'abord à Lorenzo Possenti, puis à l'architecte Filippo Raguzzini (1680-1771), qui a achevé la tâche de construire une structure hospitalière dans la zone déjà partiellement construite dans le rione XIII de Trastevere. 
Les travaux se sont déroulés rapidement; la première pierre a été posée le 14 mars 1725, et l'église a été consacrée par Benoît XIII le 6 octobre 1726, comme le montre la plaque commémorative à l'intérieur de l'église elle-même et comme en témoigne le journal de Don Emilio Lami, bien qu'en réalité l'ouverture effective aux malades a eu lieu deux jours plus tard, le 8 octobre. 

## Usage actuel

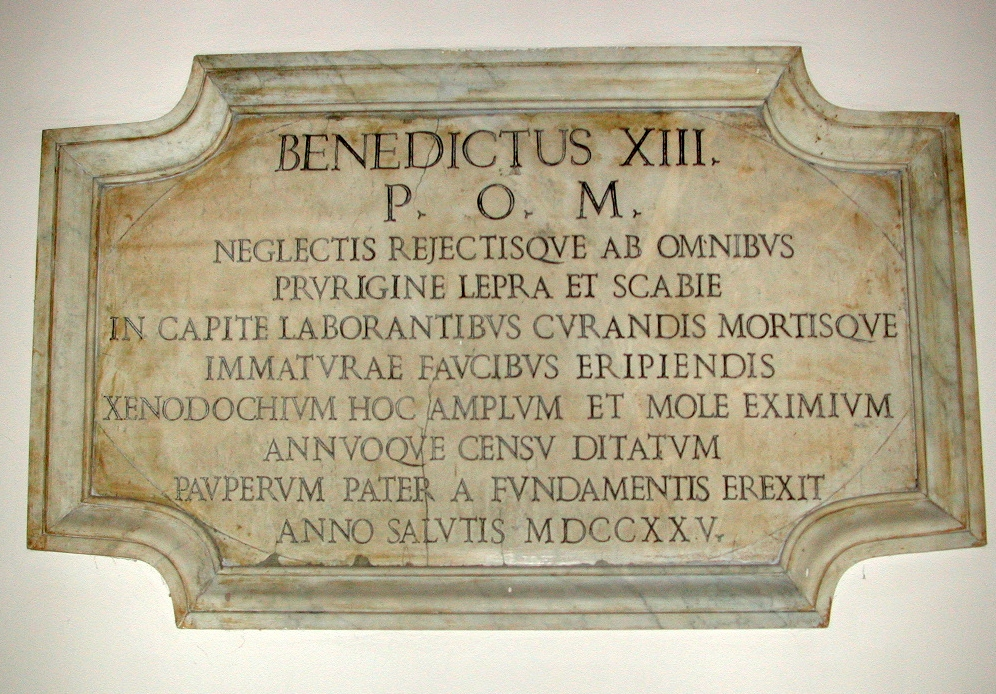
Plaque commémorative de la fondation de l'hôpital

Il abrite actuellement la Communauté de Sant'Egidio et l'Institut national pour la promotion de la santé des populations migrantes et pour la lutte contre les maladies de la pauvreté - INMP, organisme public du Service Sanitaire National, créé en 2007 pour faire face aux défis socio-sanitaires rencontrés par les populations les plus vulnérables et encadrés par le Ministère de la Santé. 

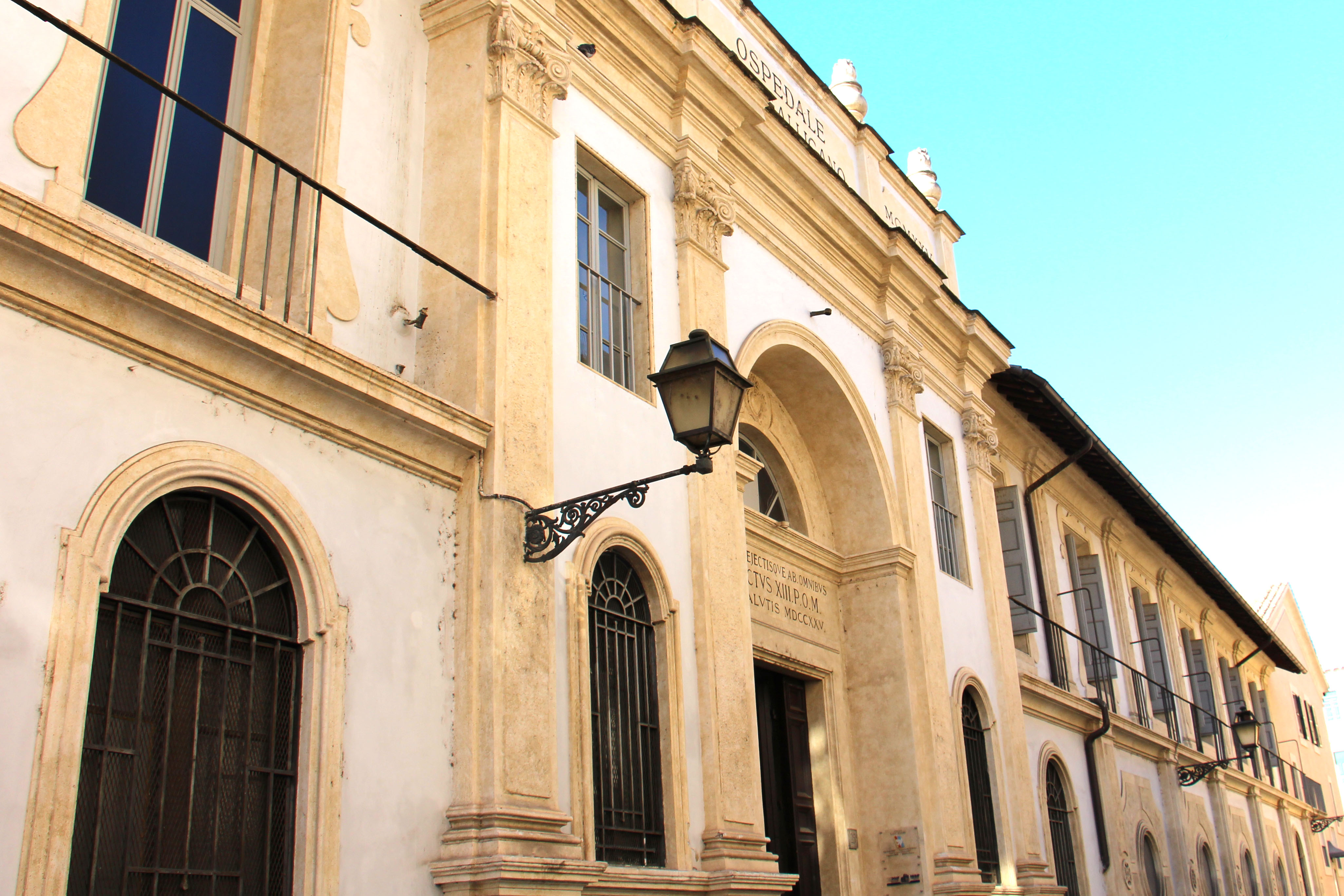
Façade
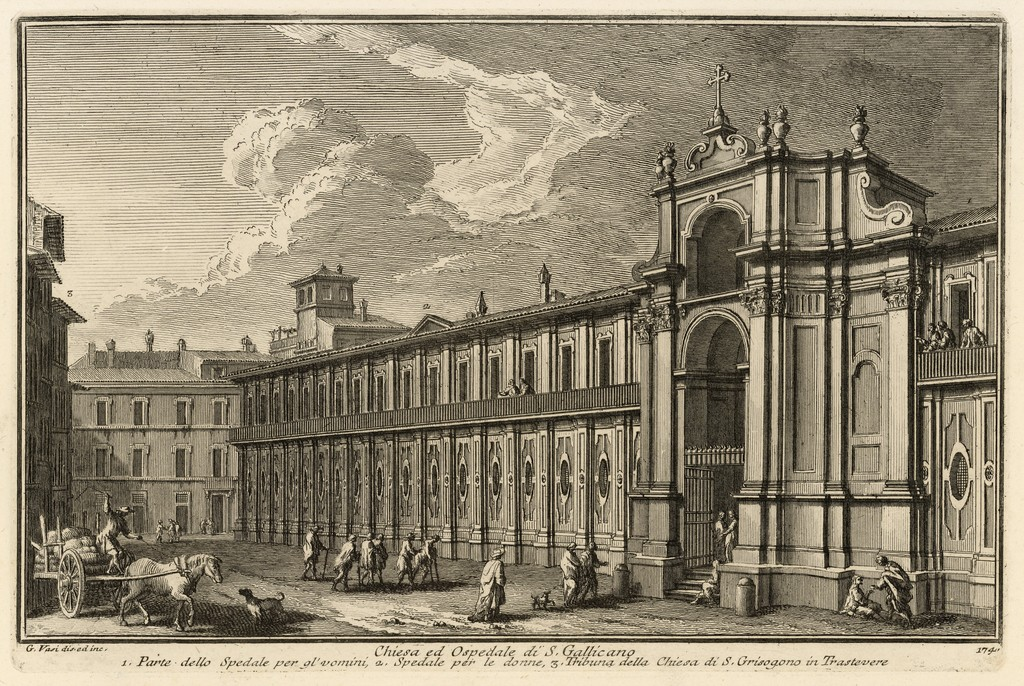
Gravure, par Giuseppe Vasi
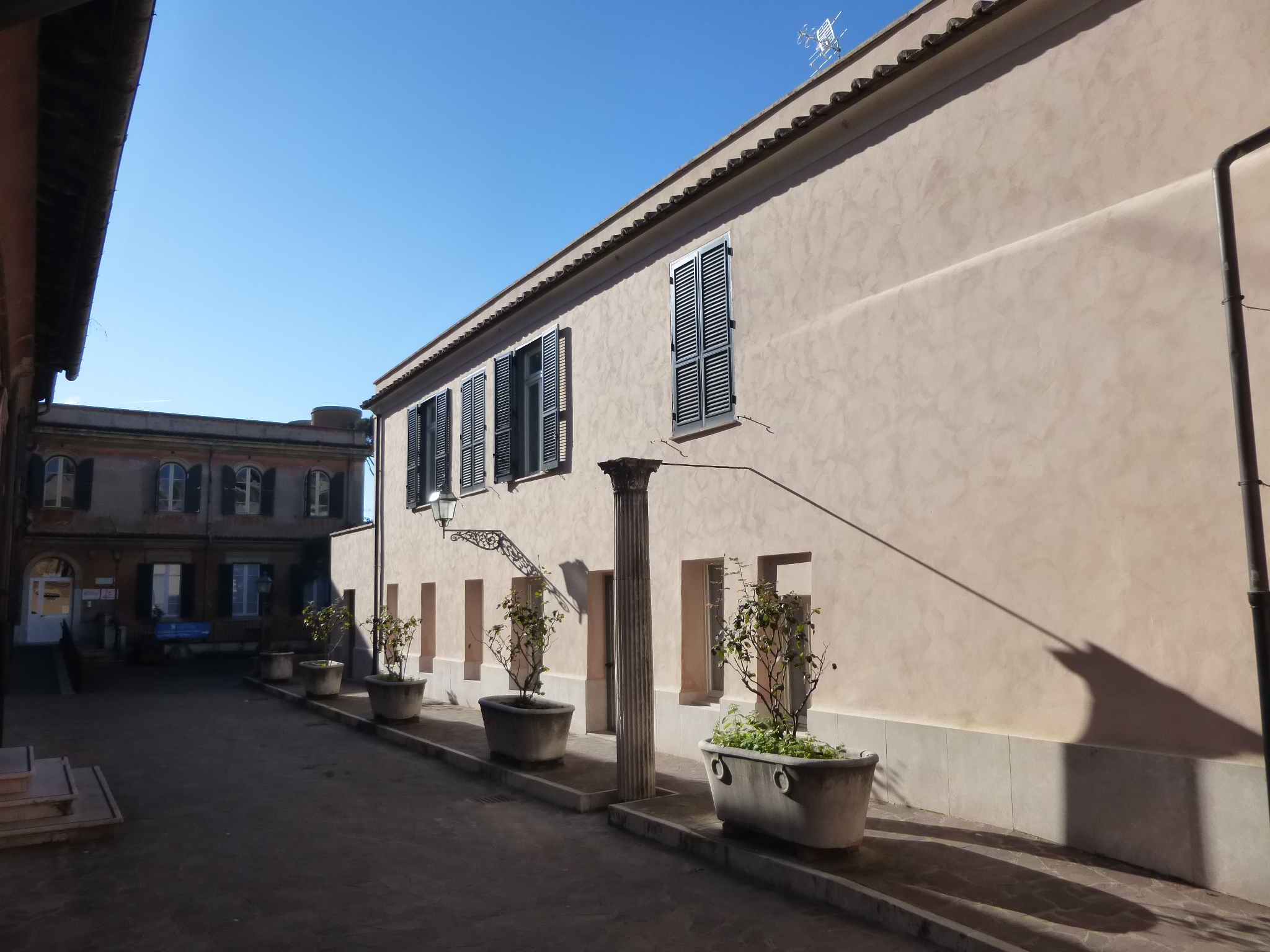
Cortile
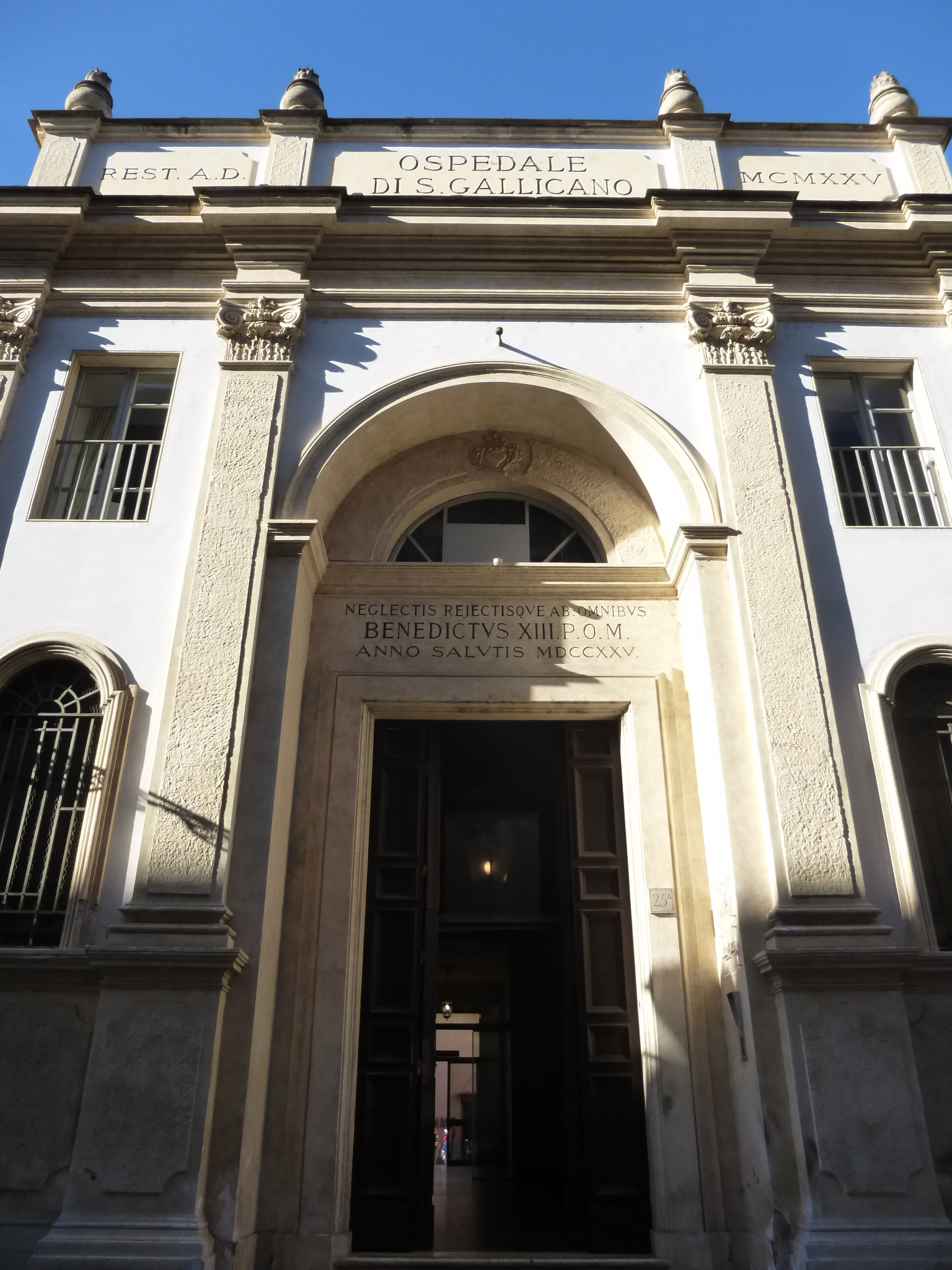
Entrée